# Le Bal du comité de défense
Pour plus de détails, voir Fiche technique et Distribution.
Bal du comité de défense est un film document français de réalisation anonyme datant de 1948.

## Synopsis
Ce sont des images muettes d'un bal organisé par le Comité de défense du cinéma français le 13 juillet 1948, place de la Concorde, regroupant vedettes — sur scène et parmi le public — et badauds en joie.

## Fiche technique
- Réalisation : anonyme
- Production : Zoobadel
- Pays :  France
- Format :  Noir et blanc - 35 mm - Muet
- Genre : court métrage
- Durée :  4 min 17 s
- Année de sortie : 1948

## Distribution
Les acteurs jouent leur propre rôle.
- André Bourvil
- Noël-Noël
- Jean-Jacques Delbo
- Sonika Bo
- Georges Guétary
- Pierre Renoir
- Serge Reggiani
- Raymond Bussières
- Annette Poivre
- Jacques Hélian et son orchestre

## Note
Ce court métrage est un des documents militants regroupés sous l'appellation "Défense du cinéma français" 1947-1950 qui montrent les actions de protestation des professionnels du cinéma français contre les accords Blum-Byrnes autorisant la projection massive des films américains sur le territoire français.